# Kemal Sunal

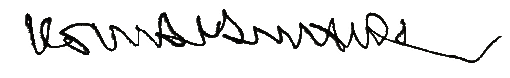
Autogramm

Ali Kemal Sunal (* 11. November 1944 in Istanbul; † 3. Juli 2000 ebenda) war ein türkischer Volksschauspieler und Drehbuchautor. Bekannt wurde er vor allem durch die Filmreihe Die chaotische Klasse, in der er den Schüler Şaban spielt.

## Leben
Kemal Sunal wurde am 11. November 1944 in Istanbul geboren. Er besuchte in Istanbul das Vefa-Gymnasium in Fatih. Danach belegte er auf der Marmara-Universität Kurse für die Massenmedien Radio, Fernsehen und Film, konnte aber durch die im Land herrschenden politischen Unruhen und den Militärputsch 1980 das Studium nicht fortsetzen. Seinen Abschluss holte er 1995 im Alter von 51 Jahren nach.
Erste schauspielerische Erfahrungen sammelte er Anfang der 1970er im Theater (u. a. im Theaterspiel Zoraki Takip und später dann im Theater des Devekuşu Kabare). 1973 wurde Sunal vom Regisseur Ertem Eğilmez (Arzu Film) entdeckt und bekam erste Nebenrollen in dessen Filmen. Den Durchbruch schaffte Kemal Sunal als Darsteller im erfolgreichen Film Hababam Sınıfı (Die chaotische Klasse) nach der Romanvorlage von Rıfat Ilgaz, die in der Türkei zum Bestseller geworden war. In Hababam Sınıfı geht es um eine Klasse in der Oberstufe an einer Privatschule, deren Schüler (allesamt verwöhnte Kinder reicher Eltern) schon mehrere Male komplett nicht in die nächsthöhere Klasse versetzt werden konnten, da sie an der Schule zu allem zu haben sind, außer zum Lernen. In diesem Film spielte Sunal den naiven İnek Şaban (Şaban, die Kuh).
Es folgten drei Fortsetzungen der Hababam Sınıfı-Reihe und zahlreiche weitere Kinofilme. Darunter sind Köyden İndim Şehire (Ich kam aus dem Dorfe in die Stadt), Şabanoğlu Şaban (Şaban, Sohn von Şaban), Tosun Paşa (Tosun Paşa), Süt Kardeşler (Die „Milchgeschwister“). Die Hauptfigur in diesen Filmen heißt stets Şaban, nach der ersten Rolle in Hababam Sınıfı.
Zwischen den Jahren 1972 bis 1999 drehte er insgesamt 84 Filme.
Über die Jahre verloren die Filme beispielsweise aus den 1970er Jahren aufgrund der analogen Bandkopien an Bild- und Tonqualität. Ab ca. 2011 haben viele Filmproduktionsfirmen die seinerzeit bereits über 30 Jahre alten Filme unter anderem von Kemal Sunal restaurieren lassen, wodurch sie erstmals in sehr hoher Bildqualität verfügbar wurden. Diese Produktionen werden heute von den Urhebern auf YouTube in voller Länge und ohne die obligatorischen Zensuren, z. B. Schimpfwörter, Zigaretten rauchen, anstößige Inhalte usw., zur Verfügung gestellt.
Anerkennung für seine schauspielerischen Fähigkeiten fand Kemal Sunal 1977 mit dem Preis für die „Beste männliche Hauptrolle“ des Antalya Film Festivals im Film Kapıcılar Kralı (König der Hausmeister). Seine Filme sind aus anfänglich naiven 70er-Jahre-Komödien mit der Zeit zu immer sozialkritischeren Komödien geworden, wurden aber wegen des häufigen Gebrauchs von Schimpfwörtern und Umgangssprachen kritisiert.

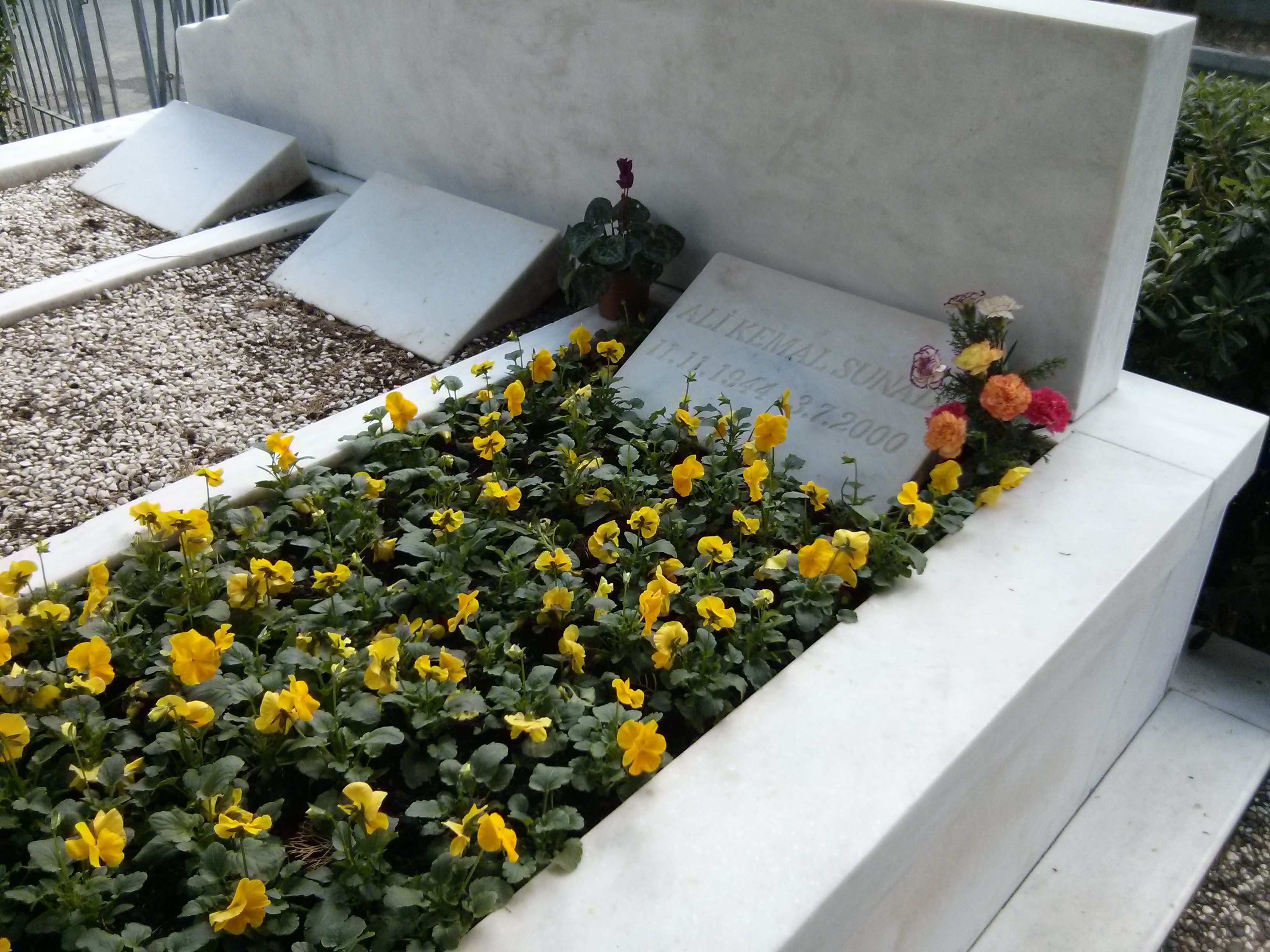
Grab von Kemal Sunal auf dem Friedhof Zincirlikuyu in Istanbul, 2013

Kemal Sunal starb am 3. Juli 2000 an einem Herzinfarkt, den er beim Flug nach Trabzon erlitt. Er hinterließ seine Ehefrau und zwei Kinder. Sein Sohn Ali Sunal ist ebenfalls Schauspieler und spielte mit seinem Vater in dem Film Propaganda mit, Sunals letztem Film vor seinem Tod. Kemal Sunal ist auf dem Friedhof Zincirlikuyu in Istanbul begraben.

## Ehrungen
- 1977: „Beste männliche Hauptrolle“ für Kapıcılar Kralı (14. Antalya Film Festival)
- 1989: „Beste männliche Hauptrolle“ für Düttürü Dünya (2. Ankara Film Festival)
- 1998: „Lebenswerk“ (35. Antalya Film Festival)
- 2014: Zum siebzigsten Geburtstag, am 11. November, widmete Google Kemal Sunal einen seiner Doodle[1]

## Filmografie

### Darsteller
| Jahr | Originaltitel                | Rolle                   |
| ---- | ---------------------------- | ----------------------- |
| 1972 | Tatlı Dillim                 | Basketballspieler       |
| 1973 | Oh Olsun                     | Fazıl Haznedar          |
| 1973 | Güllü Geliyor Güllü          | Auftragsmörder          |
| 1973 | Canım Kardeşim               | Yolcu                   |
| 1973 | Yalancı Yarim                | Kemal                   |
| 1974 | Hasret                       | Yanık                   |
| 1974 | Salak Milyoner               | Saffet                  |
| 1974 | Köyden İndim Şehire          | Saffet                  |
| 1974 | Salako                       | Salako                  |
| 1974 | Mavi Boncuk                  | Kaymakam Cafer          |
| 1975 | Şaşkın Damat                 | Apti                    |
| 1975 | Hanzo                        | Hanzo / Cabbar          |
| 1975 | Hababam Sınıfı               | İnek Şaban              |
| 1975 | Hababam Sınıfı Sınıfta Kaldı | İnek Şaban              |
| 1976 | Tosun Paşa                   | Şaban / Tosun Pasha     |
| 1976 | Süt Kardeşler                | Şaban                   |
| 1976 | Sahte Kabadayı               | Kemal                   |
| 1976 | Meraklı Köfteci              | Zühtü Karışan           |
| 1976 | Kapıcılar Kralı              | Seyid                   |
| 1976 | Hababam Sınıfı Uyanıyor      | İnek Şaban              |
| 1977 | Sakar Şakir                  | Şakir                   |
| 1977 | Şabanoğlu Şaban              | Şaban                   |
| 1977 | İbo İle Güllüşah             | İbo                     |
| 1977 | Hababam Sınıfı Tatilde       | İnek Şaban              |
| 1977 | Çöpçüler Kralı               | Abdi Şakrak             |
| 1978 | Yüz Numaralı Adam            | Şaban                   |
| 1978 | Köşeyi Dönen Adam            | Adem                    |
| 1978 | Kibar Feyzo                  | Feyzo                   |
| 1978 | İyi Aile Çocuğu              | Kemal / Cemal           |
| 1978 | İnek Şaban                   | Şaban                   |
| 1978 | Avanak Apti                  | Apti                    |
| 1979 | Umudumuz Şaban               | Ringo Şaban             |
| 1979 | Şark Bülbülü                 | Şaban Ballıses          |
| 1979 | Korkusuz Korkak              | Mülayim Sert            |
| 1979 | Dokunmayın Şabanıma          | Şaban                   |
| 1979 | Bekçiler Kralı               | Şaban Özgüneş           |
| 1980 | Zübük                        | İbrahim Zübükzade       |
| 1980 | Gol Kralı                    | Sait Sarıoğlu           |
| 1980 | Gerzek Şaban                 | Osman / Seyfi           |
| 1980 | Devlet Kuşu                  | Mustafa                 |
| 1981 | Üç Kağıtçı                   | Rıfkı                   |
| 1981 | Kanlı Nigar                  | Abdi / Narçın           |
| 1981 | Davaro                       | Memo                    |
| 1982 | Yedi Bela Hüsnü              | Hüsnü                   |
| 1982 | Doktor Civanım               | Kemal                   |
| 1983 | Tokatçı                      | Osman                   |
| 1983 | Kılıbık                      | Kamil                   |
| 1983 | En Büyük Şaban               | Şaban                   |
| 1983 | Çarıklı Milyoner             | Bayram                  |
| 1984 | Şabaniye                     | Şaban / Şabaniye        |
| 1984 | Postacı                      | Yandan Çarklı Adem      |
| 1984 | Ortadirek Şaban              | Şaban                   |
| 1984 | Atla Gel Şaban               | Niyazi                  |
| 1985 | Sosyete Şaban                | Şaban Ağa / Dilaver Bey |
| 1985 | Şendul Şaban                 | Şaban                   |
| 1985 | Şaban Papuçu Yarım           | Şaban                   |
| 1985 | Keriz                        | Zülfü                   |
| 1985 | Katma Değer Şaban            | Şaban                   |
| 1985 | Gurbetçi Şaban               | Şaban                   |
| 1986 | Yoksul                       | Yoksul                  |
| 1986 | Tarzan Rıfkı                 | Tarzan Rıfkı            |
| 1986 | Garip                        | Kemal                   |
| 1986 | Deli Deli Küpeli             | Kaymakam                |
| 1986 | Davacı                       | Yunus                   |
| 1987 | Yakışıklı                    | Selim                   |
| 1987 | Kiracı                       | Kerim                   |
| 1987 | Japon İşi                    | Veysel                  |
| 1988 | Uyanık Gazeteci              | Ali                     |
| 1988 | Sevimli Hırsız               | Metin                   |
| 1988 | Polizei                      | Ali Ekber               |
| 1988 | Öğretmen                     | Hüsnü                   |
| 1988 | İnatçı                       | Bayram                  |
| 1988 | Düttürü Dünya                | Düt Düt Mehmet          |
| 1988 | Bıçkın                       | Ali / Kemal Sunal       |
| 1989 | Zehir Hafiye                 | Cemal                   |
| 1989 | Talih Kuşu                   | Osman Abalı             |
| 1989 | Gülen Adam                   | Yusuf Şaplak            |
| 1990 | Koltuk Belası                | Zühtü Kaya              |
| 1990 | Boynu Bükük Küheylan         | İbrahim Küheylan        |
| 1990 | Abuk Sabuk Bir Film          | Âdemoğlu                |
| 1991 | Varyemez                     | Ragıp Elibol            |
| 1992 | Saygilar Bizden              | Riza                    |
| 1999 | Propaganda                   | Mehdi                   |

### Produzent
| Jahr | Originaltitel       |
| ---- | ------------------- |
| 1978 | Engin Nursani       |
| 1978 | İnek Şaban          |
| 1979 | Bekçiler Kralı      |
| 1979 | Dokunmayın Şabanıma |

### Drehbuchautor
| Jahr | Originaltitel    |
| ---- | ---------------- |
| 1983 | Çarıklı Milyoner |
| 1985 | Sosyete Şaban    |